# Debito al consumo
Il debito al consumo è il debito contratto dalle persone fisiche o dalle famiglie per sostenere i consumi anziché gli investimenti. La peculiarità di questo debito, che lo differenzia ad esempio rispetto ai debiti per l'acquisto di immobili, è che a fronte di una passività finanziaria non viene scritta nel bilancio della famiglia nessuna attività, in quanto ciò che viene acquistato con il debito è destinato ad essere consumato in un breve lasso di tempo.
Il debito al consumo viene contratto dai cosiddetti consumatori attraverso gli strumenti di credito al consumo e fa parte del debito privato totale (che comprende anche i debiti delle imprese e delle banche).

## Aspetti microeconomici
Il debito al consumo dal punto di vista microeconomico è un aumento delle entrate di cassa attuali della famiglia a fronte di una diminuzione delle entrate di cassa future.
Esiste un limite invalicabile all'indebitamento che una famiglia può sostenere, oltre il quale non è più possibile contrarre debiti senza andare ad intaccare la spesa in beni di prima necessità. 
Tipicamente questo limite viene fissato nel 40% del proprio reddito: una famiglia che spende il 40% del proprio reddito per pagare le rate dei prestiti è da considerarsi fortemente indebitata.

### Esempio
Si supponga ad esempio che una famiglia abbia un reddito mensile pari a 3000 Euro, un mutuo ipotecario con rata fissa di 500 Euro e una spesa in beni di prima necessità pari a 1500 Euro. I restanti 1000 Euro del reddito sono utilizzati per acquistare beni non di prima necessità, per gli svaghi e per risparmiare qualcosa per eventuali necessità future. 
Si supponga che questa famiglia decida di comprare un mega televisore al plasma con relativo home teatre contraendo un prestito al consumo per un importo di 6000 da restituire in 36 rate mensili a un tasso di interesse annuo (TAEG) del 12%. Il totale degli interessi da pagare ogni mese è pari al tasso di interesse mensile (TAEG/12) per il capitale residuo, ossia la sommatoria nei 36 mesi di 6000 * (36 - k + 1) * (12%/12), dove k è il mese del periodo di restituzione del prestito a cui si è arrivati. Facendo la somma, il totale degli interessi da pagare nei 36 mesi è pari a 1110 Euro che sommati ai 6000 Euro di capitale preso in prestito danno un totale da restituire pari a 7110 Euro, il che significa una rata mensile di 197,50 Euro.
Quindi il denaro che la famiglia ha a disposizione per spese non strettamente necessarie (tolto quindi il mutuo e i beni di prima necessità) nei vari mesi è pari a:
- F(-k) = 1000 Euro

...
- F(-1) = 1000 Euro
- F(0) = 7000
- F(1) = 802,50 Euro

...
- F(36) = 802,50 Euro
- F(37) = 1000 Euro

Questo significa che l'acquisto ha determinato un calo del reddito della famiglia di 197,50 Euro per 3 anni, pari al 19,75% del reddito disponibile per l'acquisto di beni non strettamente necessari.

## Aspetti macroeconomici
Il debito al consumo può essere utilizzato dagli stati per sostenere i consumi e aumentare il Prodotto Interno Lordo (PIL).
Ciò viene fatto chiedendo alla banca centrale di aumentare la liquidità del mercato, abbassando i tassi di interesse con cui concedono prestiti.
Ovviamente questa è un'azione limitata e a breve termine, che avrà una ripercussione negativa almeno di pari importo nel futuro.
Ad esempio, se un governo chiede ai propri cittadini di spendere il 110% di quello che guadagnano, prima o poi per rientrare del debito le famiglie dovranno spendere il 90% del loro reddito, perché il restante 10% deve essere destinato al rimborso del debito (non tenendo conto degli interessi).
In altre parole questa tipologia di debito non può aumentare i consumi, ma solo anticiparli.
Altri effetti collaterali del credito facile sono l'aumento dell'inflazione e la possibilità che le famiglie diventino insolventi e quindi perdite per le istituzioni finanziarie.

### Debito al consumo nel mondo
Segue una lista dei debiti al consumo (anche detti "debiti dei nuclei famigliari") di diversi paesi del mondo in rapporto al loro PIL, al Q2 2024:
- Svizzera: 126 %
- Paesi Bassi: 94,5%
- Svezia: 83,4%
- Regno Unito: 77,5%
- Stat Uniti: 70,7%
- Giappone: 65,4%
- Cina: 62,1%
- Francia: 61%
- Germania: 50,2%
- Spagna: 45,4%
- Italia: 36,6%
- Repubblica Ceca: 30,7%